# Geositta isabellina
Geositta isabellina е вид птица от семейство Furnariidae.

## Разпространение
Видът е разпространен в Аржентина и Чили.